# Pierrot le Fou
Pour les articles homonymes, voir Pierrot le Fou (homonymie).
Pour plus de détails, voir Fiche technique et Distribution.
Pierrot le Fou est un film franco-italien réalisé par Jean-Luc Godard et sorti en 1965.
L'idée de départ du film prend sa source dans le roman américain Le Démon de onze heures de Lionel White, paru en 1962, même si le film s'en émancipe ensuite largement. Il s'agit du dixième long métrage de Godard, sorti entre Alphaville et Masculin féminin. L'intrigue suit Ferdinand, un homme malheureux en ménage, qui fuit son mode de vie bourgeois et entame un périple de Paris à la mer Méditerranée avec Marianne, une fille poursuivie par des tueurs à gages de l'OAS.
Le film est à la 32e place du box-office France 1965, avec un total de 1 310 579 entrées en France. Le film a été sélectionné pour le Lion d'or à la Mostra de Venise 1965, mais c'est finalement Sandra de Luchino Visconti qui sera primé cette année-là. Il remporte cependant le trophée Sutherland au Festival de Londres et il est élu meilleur film de l'année par les Cahiers du cinéma. Il a depuis été plébiscité par la critique de par le monde qui a salué les prestations de Belmondo et de Karina, le style narratif, la mise en scène solaire de Godard et la photographie. Il a été désigné comme un film générationnel parmi le public de 16-25 ans de l'époque, tout comme parmi une génération de cinéastes comme Philippe Garrel, Chantal Akerman, Benoît Jacquot ou Jean-Claude Brisseau pour lesquels ce film a été décisif dans leurs choix de vie.

## Synopsis
Ferdinand Griffon est un homme qui vit dans un appartement parisien avec sa femme et ses enfants. Il est un peu désabusé, car il vient de perdre son emploi à la télévision. Un soir, alors qu'il revient d'une désolante soirée mondaine chez ses beaux-parents, il se rend compte que la baby-sitter venue garder ses enfants est une ancienne amie, Marianne. Il ressent le besoin de s'échapper et décide de s'enfuir avec elle, quittant sa femme, ses enfants et son mode de vie bourgeois. En suivant Marianne dans son appartement et en découvrant un cadavre, Ferdinand s'aperçoit bientôt que Marianne est poursuivie par des paramilitaires de l'Organisation de l'armée secrète (OAS), et ils échappent bientôt de justesse à deux d'entre eux.
Marianne et Ferdinand, qu'elle appelle Pierrot, se lancent dans un grand périple de Paris à la Méditerranée dans la voiture du mort. Ils mènent une vie peu orthodoxe, toujours en fuite, poursuivis par la police et par les sbires de l'OAS. Lorsqu'ils s'installent sur la Côte d'Azur après avoir brûlé la voiture du mort (qui était pleine d'argent, à l'insu de Marianne) et coulé une deuxième voiture dans la Méditerranée, leur relation se tend. Ferdinand lit des livres, philosophe et écrit un journal intime. Ils passent quelques jours sur une île déserte. Un nain, qui est l'un de leurs poursuivants, enlève Marianne. Elle le tue avec une paire de ciseaux. Ferdinand le trouve assassiné et il est attrapé et matraqué par deux de ses complices, qui le torturent par l'eau pour qu'il révèle où se trouve Marianne. Marianne s'échappe et Ferdinand et elle sont séparés. Il s'installe à Toulon tandis qu'elle le cherche partout jusqu'à ce qu'elle le retrouve. Après leurs retrouvailles, Marianne manipule Ferdinand pour obtenir une valise pleine d'argent avant de s'enfuir avec son vrai petit ami, Fred, qu'elle appelait auparavant son frère. Ferdinand poursuit Marianne et Fred en leur tirant dessus et parvient à les tuer l'un et l'autre. Ensuite, il se peint le visage en bleu et décide de se faire sauter en s'attachant des bâtons de dynamite rouge et jaune à la tête.
Il regrette son geste à la dernière seconde et tente d'éteindre la mèche, mais il n'y parvient pas et se fait exploser.

## Fiche technique
- Titre original français : Pierrot le Fou
- Titre italien : Il bandito delle undici[3]
- Réalisation : Jean-Luc Godard, assistants : Jean-Pierre Léaud, Philippe Fourastié et Philippe Pouzenc
- Scénario : Jean-Luc Godard, et Remo Forlani d'après Le Démon d'onze heures (Obsession)[4], de Lionel White
- Producteur : Georges de Beauregard
- Sociétés de production : SNC, Rome-Paris Films et Dino De Laurentiis Cinematografica
- Budget : ~ 300 000 USD
- Box-office France : 1 310 579 entrées
- Musique : Antoine Duhamel et Cyrus Bassiak (alias Serge Rezvani)
- Directeur de la photographie : Raoul Coutard (Techniscope Eastmancolor)
- Cadreurs : Georges Liron, Jean Garcenot
- Montage : Françoise Collin - Laboratoires LTC
- Décors : Pierre Guffroy
- Ingénieur du son : René Levert
- Pays de production :  France et  Italie
- Langues originales : français, anglais, italien
- Format : couleurs - 2,35:1 - mono - 35 mm
- Son : Antoine Bonfanti et René Levert
- Régisseurs : Roger Scipion (régie générale), Roger Ferret
- Genre : road movie, comédie dramatique
- Durée : 105 minutes
- Dates de sortie : 
  - Italie : 29 août 1965 (Mostra de Venise)
  - France : 5 novembre 1965
- Classification :
  - France : interdit aux moins de 18 ans pour « anarchie morale et intellectuelle »[5].

## Distribution
- Jean-Paul Belmondo : Ferdinand Griffon, dit « Pierrot »
- Anna Karina : Marianne Renoir
- Graziella Galvani : Maria, la femme de Ferdinand
- Dirk Sanders : Fred, le frère de Marianne
- Jimmy Karoubi : le nain, chef des gangsters
- Roger Dutoit et Hans Meyer : les gangsters
- Samuel Fuller : lui-même
- Princesse Aïcha Abadie : elle-même
- Alexis Poliakoff : le marin
- Raymond Devos : l'homme du port
- László Szabó : Lazlo Kovacs
- Jean-Pierre Léaud : un spectateur
- Georges Staquet : Franck
- Henri Attal : le pompiste no 1
- Dominique Zardi : le pompiste no 2
- Maurice Auzel : le pompiste no 3 (non crédité)
- Pascal Aubier : le deuxième frère (non crédité)
- Pierre Hanin : le troisième frère (non crédité)
- Krista Nell : Mme Staquet (non créditée)
- Viviane Blassel : l'employée du magasin de parfumerie

## Production

### Genèse et développement
« [...] Personne ne sait mieux que Godard peindre l’ordre du désordre. [...] Le désordre de notre monde est sa matière, à l’issue des villes modernes, luisantes de néon et de formica, dans les quartiers suburbains ou les arrière-cours, ce que personne ne voit jamais avec les yeux de l’art, les poutrelles tordues, les machines rouillées, les déchets, les boîtes de conserves, des filins d’acier, tout ce bidonville de notre vie sans quoi nous ne pourrions vivre, mais que nous nous arrangeons pour ne pas voir. Et de cela comme de l’accident et du meurtre il fait la beauté. »

— Louis Aragon
Godard déclare « C'était un film complètement inconscient. Je n'ai jamais été aussi agité avant le tournage ; je n'avais rien, absolument rien ». Jean-Luc Godard a accrédité la légende d'un film improvisé sur le vif, sans scénario avant le début du tournage ; il s'agit en réalité d'un projet en gestation depuis 18 mois, dont la première trace est un contrat signé le 10 mars 1964 pour la cession des droits du roman Obsession de l'écrivain américain Lionel White, paru en France en 1963 sous le titre Le Démon de onze heures, dans le no 803 de la collection Série noire de Gallimard. Le projet initial comporte 27 séquences et est assez fidèle à la trame du roman ; le script, écrit sur une cinquantaine de feuillets, est parmi les plus détaillés du réalisateur franco-suisse. Il existe également un scénario signé par Remo Forlani, ébauché pour être montré lors de la coproduction.

### Titre
« Pierrot le Fou » était le surnom du bandit Pierre Loutrel, l'un des meneurs du gang des Traction Avant, déclaré ennemi public n°1 à la fin des années 1940 et ancien collaborateur de la Gestapo pendant l'occupation, dont l'histoire avait été popularisée en 1948 par la revue policière à sensation Détective, qui soulignait que le criminel vivait dans une chambre dont les murs étaient tapissés de photos de vedettes de cinéma. Dans l'après-guerre, Loutrel est mis en exergue par les Situationnistes comme héros antisocial. Pourtant, d'après les dires de Jean-Luc Godard à l'occasion de la sélection de Pierrot le Fou à la Mostra de Venise 1965, le titre de son film ne fait pas référence à Loutrel. Selon son biographe Antoine de Baecque, Godard fait bien référence à Loutrel avec ce titre mais il en joue, jusque dans les dialogues du film où, à plusieurs reprises, Belmondo déclare « je ne suis pas Pierrot ». En 1977, le film Le Gang de Jacques Deray avec Alain Delon est plus directement un film biographique sur Loutrel.

### Choix des interprètes
Sylvie Vartan, une vedette yéyé qui avait une vingtaine d'années à l'époque, était le premier choix de Godard pour le rôle de Marianne, mais son agent a refusé le rôle,. Pour le rôle de Ferdinand, Godard a également envisagé Richard Burton, mais a ensuite écarté l'idée.
Samuel Fuller, qui joue son propre rôle dans une scène située au début du film, a apprécié de travailler avec Godard. Dans une table ronde à Los Angeles en 1968, il explique :

« Jean-Luc Godard a eu la gentillesse de me proposer de jouer mon propre rôle dans une scène de cocktail de Pierrot le Fou. J’étais là pour préparer un film que je n’ai jamais tourné. On me demandait ce que je faisais à Paris. J’expliquais. La vedette, Belmondo, me demandait « qu’est-ce que le cinéma ? » J’expliquais. C’était agréable de travailler avec un réalisateur comme lui. Particulièrement vif. En ce qui me concerne, je me sentais vraiment en confiance. »

### Tournage
Le tournage commence le lundi 24 mai et se termine huit semaines plus tard, le 17 juillet 1965, pour un total de quarante-quatre jours.
Le film a été tourné à Hyères, Gonfaron, Toulon, Giens, Paris, Issy-les-Moulineaux, Tremblay-lès-Gonesse, Neuilly et dans le studio de Saint-Maurice.
Un moment intense du tournage se déroule sur l'Île de Porquerolles au large d'Hyères. Godard y tourne du 16 au 26 juin ce qu'il appelle « la vie Robinson », avec entre autres les scènes sur la plage Notre-Dame, autour de la petite maison, et celles du 18 et 19 juin dans la pinède surchauffée où Karina chante Ma ligne de chance,.

### Musique du film
Pendant le tournage, en Provence, Godard écoute sur l'autoradio une chanson interprétée par la voix de Jeanne Moreau, et apprend par un assistant que l'auteur des paroles, Serge Rezvani, alias Cyrus Bassiak, habite à quelques kilomètres du lieu de tournage. Il va le voir chez lui un matin très tôt, et lui demande s'il aurait des chansons pour la bande originale du film qu'il est en train de tourner, destinées à la voix d'Anna Karina. Serge Rezvani lui fait alors écouter les 4 titres qu'il a à ce moment-là sur son enregistreur à bande, et Jean-Luc Godard lui dit qu'il prend ces 2 titres : Jamais je ne t'ai dit que je t'aimerais toujours, ô mon amour (qu'Anna Karina chante en direct lors d'une longue prise dans le premier appartement où s'abritent les deux protagonistes après leur fuite commune), et la célèbre Ma ligne de chance, également chantée en direct dans la pinède.
La bande originale est signée Antoine Duhamel, dont le nom a été proposé à Godard par sa femme Anna Karina, qui avait déjà chanté ses compositions. Lors du pré-montage, le réalisateur lui demande « deux ou trois thèmes de Schumann » ; ayant en tête la schizophrénie du compositeur autrichien, Duhamel travaille autour d'un dualisme Ferdinand-Pierrot comme symbole du dualisme émotion-violence.

## Analyse
Pierrot le Fou pousse à l'extrême la fragmentation narrative et visuelle des films précédents de Godard, la dissolution de l'intrigue en une série de gags, de clins d'œil, d'images sans lien entre elles, de personnages improvisés et de séquences de vidéo-clips à la limite du genre musical. Godard s'autorise une liberté d'écriture qui confirme les chefs-d'œuvre précédents et anticipe ceux à venir ; les trois films qui le précèdent ont été tournés en noir et blanc, tout comme le suivant, Masculin féminin, alors que Pierrot le Fou est un film méditerranéen, ensoleillé, dense en couleurs très saturées. Son caractère pictural réside dans le traitement particulier de l'écran, sur lequel les formes et les couleurs prennent des compositions presque abstraites, une palette ouverte à mille combinaisons, avec de fréquentes références picturales, des images fixes d'œuvres insérées dans le montage, de Diego Vélasquez à Auguste Renoir en passant par Pablo Picasso, qui agissent comme un propos poétique et une clef dans la construction des images du film. Les couleurs particulièrement saturées sont dues au procédé Techniscope introduit en 1965, qui permet d'obtenir une image couleur beaucoup moins coûteuse que les techniques précédentes, mais avec un contraste accru.
Si pour le précédent Une femme mariée, on peut commencer à parler de pop-art (c'est d'ailleurs à partir de ce film que Georges Sadoul invente le néologisme « god-art »), ici c'est l'écriture automatique des surréalistes qui entre en jeu, combinée à une recherche quasi « grammaticale » sur le montage et l'image.
Pierrot le Fou est considéré comme un précurseur du road movie.
Bien qu'il ne soit jamais nommé, Arthur Rimbaud est constamment présent au travers de citations (principalement issues d'Une saison en enfer) : « L'amour est à réinventer », « La vraie vie est ailleurs », etc., ainsi que la citation finale « Elle est retrouvée.
Quoi ? — L'Éternité.
C'est la mer allée
Avec le soleil ». Rimbaud apparaît également dans un portrait en noir et blanc, orné de voyelles de couleurs, ce qui constitue une citation cinématographique. Enfin, l'attitude de certains personnages rappelle celle du poète et aventurier (Ferdinand et Marianne, désargentés, se refusent à travailler ; Fred fait du trafic d'armes en Afrique, leur fuite vers le sud, etc.)
Louis-Ferdinand Céline apparaît à travers la citation cinématographique de deux de ses deux romans : Guignol's Band et Le Pont de Londres. En outre, Ferdinand (dont le prénom fait référence à l'écrivain) évoque un voyage « au bout de la nuit ».
Le personnage de Pierrot le Fou fait également référence à la vie du peintre abstrait Nicolas de Staël, dont de nombreux tableaux sont « interprétés » par le chef opérateur Raoul Coutard, Pont-Neuf, Rouge, jusqu'à son suicide, dans le film avec des bâtons de dynamite de couleurs primaires.
À propos de la scène où Anna Karina dit sur la plage : Qu’est-ce que j'peux faire, j’sais pas quoi faire, Anna déclare en 2001 : « Je l’ai dit un peu comme ça, par hasard, avant de tourner. C’était une scène où le personnage s’ennuie sur la plage alors que Pierrot est en train d’écrire, il est avec son perroquet. Et Jean-Luc m’a demandé de le répéter pendant la scène ».

## Accueil critique

### Avant-première à la Mostra de Venise
Cinq semaines après la fin du tournage, Pierrot le Fou est présenté à la Mostra de Venise 1965 le 29 août 1965. Le film y est en partie sifflé. L'envoyé spécial du Figaro, Louis Chauvet, n'est pas tendre avec Godard. Il juge que les films de Godard sont tous les mêmes et qu'il n'y a que le titre qui change, considérant celui-ci comme « imprégné d'un surréalisme de pacotille ». Du long métrage, il ne retient que la prestation de Raymond Devos. De même, Louis Marcorelles dans Les Lettres françaises dénonce le film comme « l'affirmation du non-sens de la vie », notamment à travers la mort de Belmondo qui donne au film un dénouement non conventionnel. Mais dès la projection à Venise, d'autres critiques sont dithyrambiques ; notamment Yvonne Baby qui titre en première page du Monde « Un très beau film de Godard » et conclut « Ce qui est original et neuf a toujours suscité des controverses. Pierrot le fou n'échappe pas à la règle : il est et sera diversement accueilli. Grâce à lui, pourtant, la France mériterait d'être à la plus haute place dans le palmarès de la Mostra », un souhait qui ne se réalisera finalement pas.
Michel Cournot dans Le Nouvel Observateur estime quant à lui que le film « fait tourner la grande comète du cinéma comme une fronde qui nous éclabousse de sang et de merveilles, tout ça pour finir dans une tombe, dans cette grande tombe noire de la salle juste effleurée d'une brise glacée, parce qu'Anna Karina et Jean-Luc Godard ne sont plus. Pierrot le fou les a tués. Ils nous ont quittés sur une belle fusée, la plus belle, sur la fusée du cinéma, cette fusée de l'amour fou avec laquelle Godard avait dix fois visé la terre ».
En Allemagne de l'Ouest, une critique d'époque que compile le Lexikon des internationalen Films estime qu' « entre improvisation et réflexion, entre comédie et tragédie, le film est truffé d'allusions et de citations, dans lequel Jean-Luc Godard mélange ce qui lui est propre et ce qui lui est étranger avec l'allure du poète qui n'a de cesse que de suivre son inspiration ».

### Les critiques de Louis Aragon et de Françoise Giroud
Mais l'une des critiques les plus remarquées est celle de Louis Aragon dans son article élogieux « Qu'est-ce que l'art, Jean-Luc Godard ? » :

« Qu'est-ce que l'art ? Je suis aux prises de cette interrogation depuis que j'ai vu le Pierrot le fou de Jean-Luc Godard, où le Sphinx Belmondo pose à un producer américain la question : Qu'est-ce que le cinéma. Il y a une chose dont je suis sûr, aussi, puis-je commencer tout ceci devant moi qui m'effraye par une assertion, au moins, comme un pilotis solide au milieu des marais : c'est que l'art d'aujourd'hui c'est Jean-Luc Godard. [...] Pendant que j'assistais à la projection de Pierrot, j'avais oublié ce qu'il faut, paraît-il, dire et penser de Godard. Qu'il a des tics, qu'il cite celui-ci et celui-là, qu'il nous fait la leçon, qu'il se croit ceci ou cela... enfin qu'il est insupportable, bavard, moralisateur (ou immoralisateur) : je ne voyais qu'une chose, une seule, et c'est que c'était beau. D'une beauté surhumaine. »

L'article d'Aragon, qui assimile Godard à un nouveau Delacroix, produit un « effet certain, installant à sa parution le film de Godard au centre du débat sur l'art et la politique, sur les pouvoirs du cinéma »,. Godard devient alors un « phénomène », ce que remarque Françoise Giroud dans L'Express du 8 novembre 1965 : « Qu'il y ait entre le langage d'Aragon et celui de Godard filiation, c'est éclatant. Cette façon de vous parler de Vélasquez en prenant son bain, de ponctuer son récit de « qu'est-ce que je disais ? », d'écrire comme on fait des bouquets ronds toujours offerts à la même femme, d'accumuler les incidentes, ce langage en volutes identifiable entre tous, en trois phrases chez lui, en trois plans chez l'autre, c'est celui du lyrisme. Mais Aragon est contrôlé, maîtrisé, organisé. Godard est fou. Fou, comme Pierrot ».

### Critiques duXXIesiècle
Parmi les critiques plus récentes, Olivier Père écrit sur Arte France le 7 avril 2016, « Pierrot le fou est un film collage construit – ou déconstruit – suivant le principe surréaliste des associations et des rencontres, des oppositions et des dédoublements. L’incroyable richesse visuelle et sonore de Pierrot le Fou est typique du cinéma de Godard, qui pousse à son paroxysme l’art de la citation, cinématographique, picturale et littéraire. Sans oublier le pop art et la bande dessinée. Bien qu’il ne soit jamais nommé c’est à Rimbaud que l’on pense le plus tout au long du film, jusqu’à l’extrait de son poème « L’Éternité », face à la mer, dans un dernier plan sublime qui réconcilie la vie et la mort, l’eau et le feu, l’homme et la femme ».
Pour Emmanuel Voisin sur DVDclassik, « À l’image de son héros qui cherche un peu de beauté dans « un monde d’abrutis », Godard construit son film sur un antagonisme constant entre le désordre et la grâce, entre la violence et la sérénité. D’un tournage qu’on imagine volontiers chaotique, il tire une œuvre foisonnante, d’une rare liberté de ton, où tout semble pouvoir arriver. [...] Godard nous projette dans un spectacle bariolé et sans cesse déroutant [...] facéties d’un cinéaste en pleine possession de son art, qui filme ce qui lui vient à l’esprit et jette à l’écran ce qui lui chante, comme autant de coups de pinceau. De là naît un jeu perpétuel avec le spectateur, qui se voit interpellé par les personnages au détour d’une conversation amoureuse, pris à partie, les yeux dans les yeux, par Marianne lorsqu’elle réclame le droit de vivre et, par là même, constamment invité à s’impliquer émotionnellement dans l’expérience qui se déroule devant lui ». Par ailleurs, Emmanuel Voisin remarque que le film, s'appuyant sur une intrigue de roman noir avec héros manipulé et femme vénale, traite avant tout « de l’impossibilité d’un couple à regarder dans la même direction », mais « au-delà d’une misogynie revancharde, on peut voir aussi une forme d’autocritique dans ce portrait d’un homme qui voit son couple se détruire sans vraiment réagir ».

## Postérité
Plusieurs cinéastes ont déclaré qu'ils devaient leur vocation au visionnage de Pierrot le Fou, car le film leur avait « déclenché une prise de conscience, talisman sur lequel mettre son propre avenir au défi, matériau stimulant pour "vivre autrement" ». Il s'agit notamment de Philippe Garrel, Benoît Jacquot, Jean-Claude Brisseau ou Chantal Akerman :

« Je ne connaissais rien du cinéma, je n'avais vu que des films du genre Le Gendarme à Saint-Tropez et je croyais que le cinéma n'était bon que pour aller rigoler en bande. Je ne me rendais pas compte que c'était un moyen d'expression artistique. Je suis allée voir Pierrot le Fou comme n'importe quel autre film, sans savoir qui était Godard, j'ai pris une place parce que le titre m'avait plu. Et pour la première fois de ma vie, j'ai vu que le cinéma était un art. En sortant de la salle, j'ai dit que je voulais faire des films »

— Chantal Akerman.

### Hommages et références
- En clin d'œil au film, Mathieu Kassovitz a intitulé son premier film : Fierrot le Pou.
- Dans la scène de voiture de Sin City (film de Robert Rodriguez) qu'il a réalisée, Quentin Tarantino utilise le même procédé que Godard pour évoquer le défilement de la route. Des spots de différentes couleurs passent alternativement de chaque côté du pare-brise.
- Leos Carax fait de nombreuses références à Pierrot le Fou dans Les Amants du Pont-Neuf.
- Laurent Baffie fait sans doute[Interprétation personnelle ?] un clin d'œil à Pierrot le Fou dans son film Les Clefs de bagnole en commandant systématiquement deux demis.[réf. nécessaire] Ferdinand-Pierrot, qui a la même habitude dans le film de Godard, explique qu'il aime, après en avoir fini « un », qu’il lui en reste « la moitié ».
- Le groupe de metal français Hypno5e a intégré certains passages vocaux du film dans ses compositions.[Lesquelles ?]
- Un épisode de la série d'animation japonaise Cowboy Bebop est intitulé Pierrot le Fou en version française et anglaise (le titre original est sans rapport, se traduisant littéralement par « Le requiem du clown »).
- Un morceau du groupe japonais Yellow Magic Orchestra, sur l'album éponyme de 1978, porte le nom de Pierrot le Fou. C'est la troisième référence à Godard sur cet album.[précision nécessaire]
- C'est également en référence à ce titre que le blog de Pierre Ménès est intitulé Pierrot le Foot.
- Un an après la sortie du film, Nino Ferrer reprend dans sa chanson Madame Robert, en l'adaptant quelque peu, une réplique aussi célèbre qu’insolite de Belmondo : « Heureusement que j’aime pas les épinards, sans ça j’en mangerais, or je peux pas les supporter » devient dans la chanson « Mon frère n'aime pas les épinards / Et c'est heureux pour mon frère, car / S'il les aimait, il en mangerait / Et il ne peut pas les supporter ».
- Yves Simon donne dans la chanson-titre « Au pays des merveilles de Juliet » de l'album homonyme (1973) pour prénom à Godard celui de Ferdinand, en référence au film.
- On peut voir dans la dernière scène du film Peut-être de Cédric Klapisch (1999), un poster dans la chambre d'Arthur : il s'agit de l'affiche de Pierrot le fou, un clin d'œil à Jean-Paul Belmondo qui joue lui-même dans le film.

## Distinctions
- Prix de la critique et en compétition pour le Lion d'or à la Mostra de Venise 1965.
- Nomination au prix du meilleur acteur étranger pour Jean-Paul Belmondo, lors des BAFTA 1967.